# Lingig
Lingig là một đô thị hạng 3 ở tỉnh Surigao del Sur, Philippines. Theo điều tra dân số năm 2000, đô thị này có dân số 26.487 người trong 4.954 hộ.

## Các đơn vị hành chính
Lingig được chia thành 18 barangays.
| - Anibongan - Barcelona - Bogak - Bongan - Handamayan - Mahayahay - Mandus - Mansa-ilao - Pagtila-an | - Palo Alto - Poblacion - Rajah Cabungso-an - Sabang - Salvacion - San Roque - Tagpoporan - Union - Valencia |